# Sixten Strömbom
Sixten Georg Mauritz Ehinger Strömbom, född 24 maj 1888 i Viby församling i Örebro län, död 2 april 1983 i Stockholm, var en svensk konsthistoriker och museiman. 

## Biografi
Sixten Strömbom skrevs in vid Uppsala universitet 1911, blev filosofie kandidat samma år samt filosofie licentiat 1913. Han var anställd vid Samfundet S:t Eriks undersökning av Stockholmsarkitektur 1912–1913, vid Röhsska museet från 1913 och ledare för utgrävningarna i Nya Lödöse 1915. Han blev filosofie doktor vid Göteborgs högskola 1916 på en avhandling om konstnären Lorens Pasch den yngre. Han var intendent vid Nationalmuseum 1919–1949 och erhöll 1948 professors namn. Åren 1948 till 1955 var han professor i konsthistoria vid Göteborgs högskola. Vid Nationalmuseum var han 1919–1944 föreståndare för dess avdelning för slottssamlingar och depositioner och 1944–1949 föreståndare för skulptur- och måleriavdelningen. 
År 1915 tog Strömbom initiativet till inrättandet av Svenska porträttarkivet och utgav 1935–1942 ett omfattande Index över svensk portärttkonst i tre band. Han har utgivit kataloger över porträttsamlingarna på Gripsholms och Ericsbergs slott. År 1930 tog han initiativet till Riksförbundet för bildande konst. Strömbom blev juris hedersdoktor 1938 och invaldes 1949 i Kungliga Vetenskaps- och Vitterhetssamhället i Göteborg. Han var korresponderande ledamot av Société nationale des Antiquaires de France från 1915. 
Strömbom var son till trafikinspektören vid Statens Järnvägar (SJ), Carl Strömbom och Elin Ehinger. Han gifte sig första gången, den 3 september 1912 i Lund med författaren Greta Holmgren (1870–1961), dotter till professor Frithiof Holmgren och Ann Margret Holmgren, född Tersmeden, och tidigare gift med Johan Olof Lilliehöök. Äktenskapet upplöstes 1923. Han gifte sig andra gången 1928 med Greta Lindberg (1886–1978), dotter till skådespelaren August Lindberg och tidigare gift med Tor Bonnier. En kusin till honom var konsthistorikern Nils Strömbom och en brorsdotter konsthistorikern Ragnhild Boström.